# 國際社會對伊朗的制裁
國際社會對伊朗的制裁是1979年伊朗伊斯蘭革命以來伊朗受到的外國制裁。伊朗曾是世界上受制裁最严重的国家，直到2022年2月俄羅斯入侵烏克蘭后，俄羅斯受制裁的程度才超越伊朗。多年来，國際社會的制裁给伊朗经济和人民造成严重損失。 
國際社會對伊朗的制裁始於1979年11月，當時美國以伊朗人质危机為由對伊朗實施第一次制裁。 这些制裁在1981年1月人质获释后解除，但兩伊戰爭期間美國支持伊拉克，伊朗因而在1981年至1987年期间在波斯湾对美国和其他国家船只采取行动。美国於是在1987年再次对伊朗实施制裁。  1995年，制裁范围扩大到所有与伊朗政府有业务往来的公司。 
後來伊朗開始實施濃縮鈾计划，聯合國安理會於是要求伊朗停止濃縮鈾计划。在伊朗拒绝遵守聯合國安理會的要求后，美國于2006年12月根据联合国安全理事会第1737号决议對伊朗實施第三次制裁。 
伊朗核問題全面協議于2015年10月18日通过後，联合国于2016年1月16日解除對伊朗的制裁。  2018年5月8日，美国总统唐納·川普宣布美國退出聯合全面行動計畫。2018年11月，美國恢复對伊朗的制裁，并于2019年和2020年扩大制裁范围。
2021年4月12日，欧盟以伊朗侵犯人权為由对8名伊朗民兵指挥官和安全官员实施制裁。 
2024年5月，由於伊朗向俄羅斯提供無人機用來攻擊烏克蘭，欧盟扩大了对伊朗制裁的范围，欧盟國家將禁止出售导弹零部件以及無人航空載具給伊朗。 